# Palazzo in Via Materdei 20

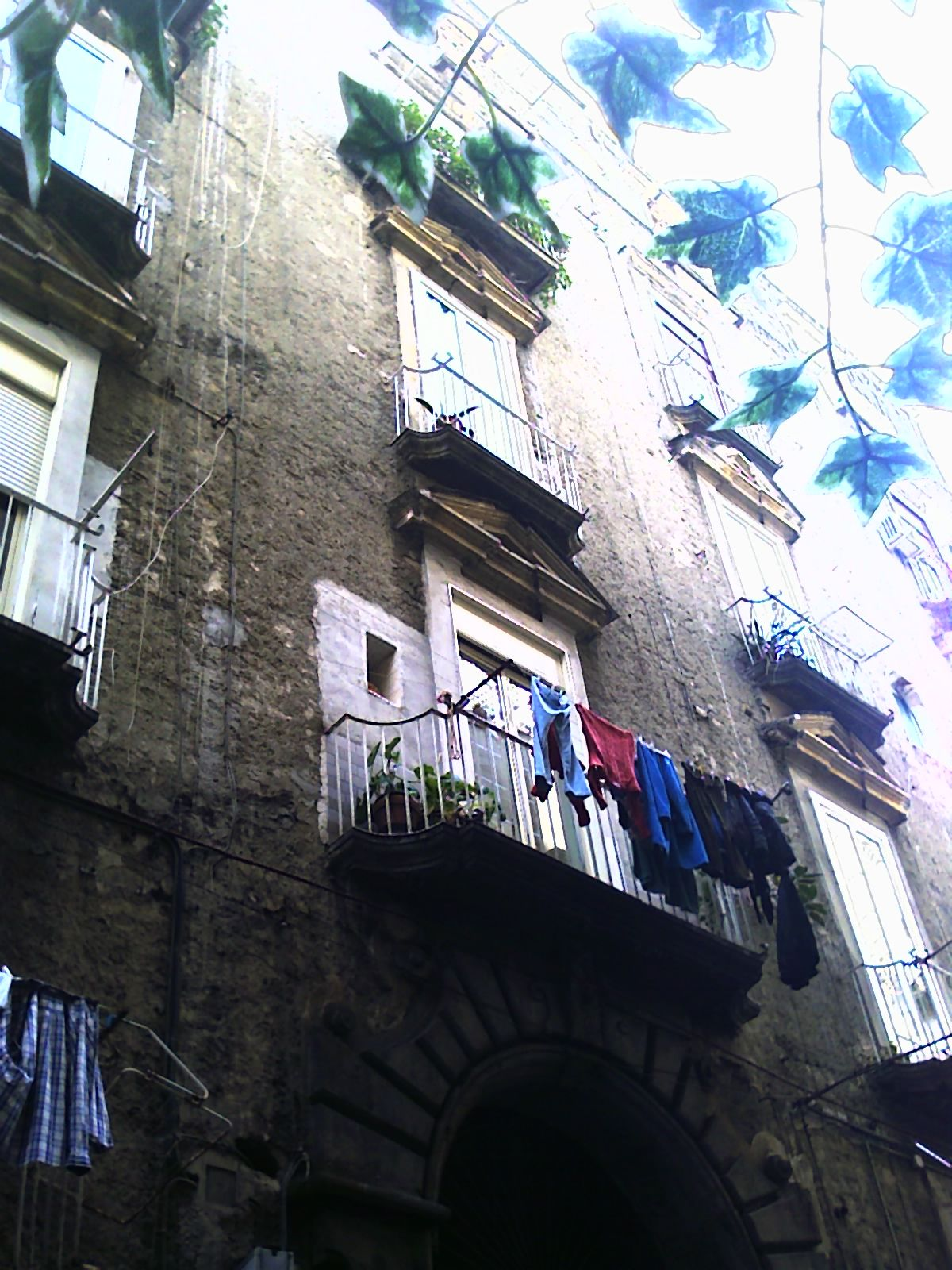
Palast in Via Materdei, 20, in Neapel

Der Palazzo in Via Materdei, 20, ist ein Barockpalast aus dem 18. Jahrhundert im Viertel Avvocata von Neapel in der italienischen Region Kampanien. Er liegt in der Via Materdei, 20.

## Geschichte
Die Augustiner der Kirche Santa Maria della Verità ließen den Palast im 18. Jahrhundert errichten. Mit seinem Bau wurde Giuseppe Astarita, der Architekt des Ordens betraut, der in einem der Anwesen des Ordens in der ‚‚Salita San Raffaele‘‘ wohnte. Im Laufe der Jahre hat der Palast wegen fehlender Restaurierungen 
seinen architektonischen Wert eingebüßt. In letzter Zeit wurde das Gebäude zudem aufgestockt.

## Beschreibung

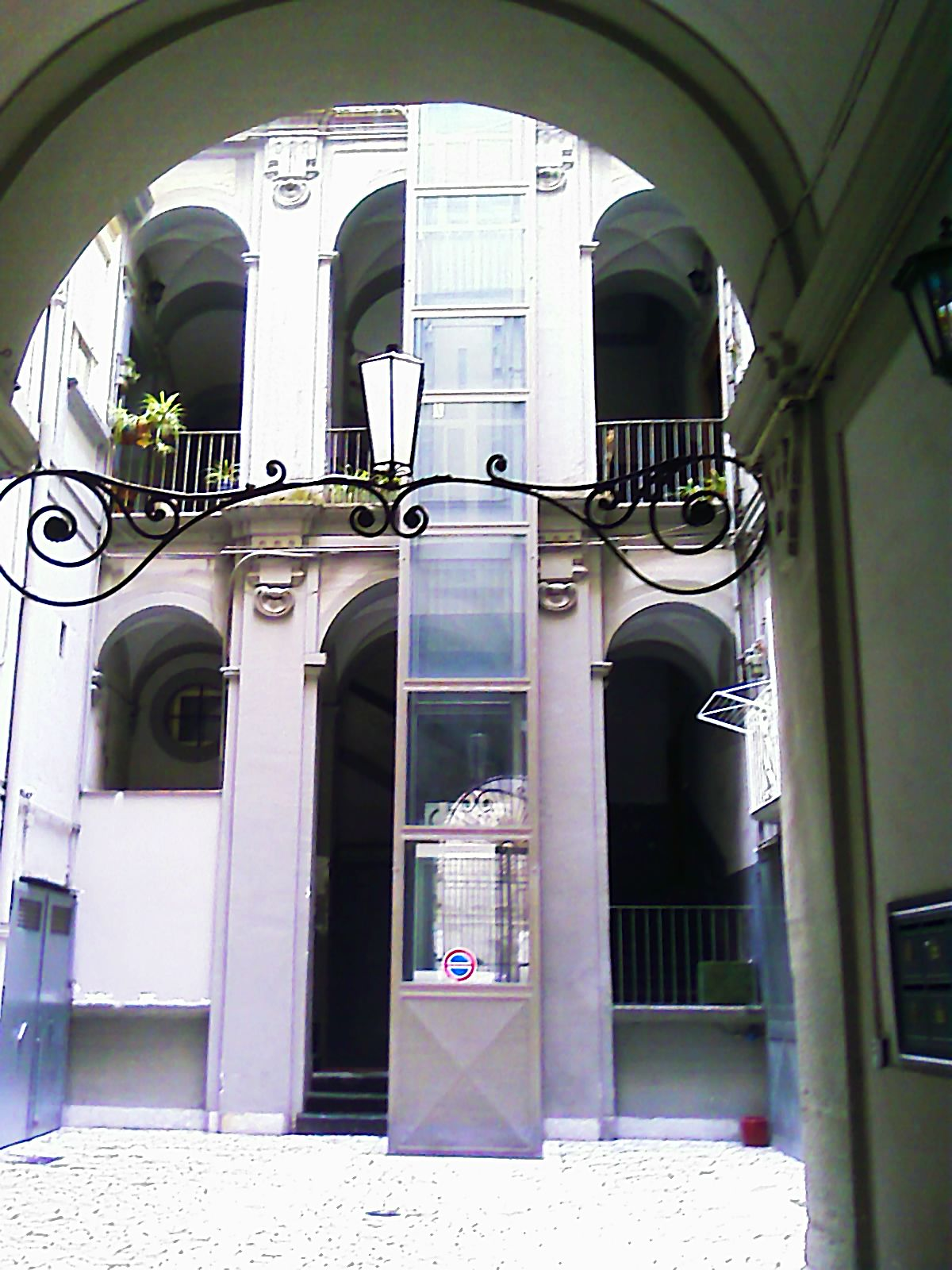
Treppe und Innenhof

Die Fassade ist nicht verputzt, sodass die tragende Struktur aus Tuffstein sichtbar ist. Das Eingangstor ist von Bossenwerk aus Piperno umgeben, das mit dem Mittelbalkon im Piano nobile durch Voluten und Volutenranken verbunden ist. Die Rahmen der Balkone im ersten und zweiten Obergeschoss werden von vorspringenden, dreieckigen Tympana in Stuck gekrönt, während die im dritten Obergeschoss flach sind.
Im Innenhof gibt es eine schöne, offene Treppe in Form einer Loggia, die um einen rechteckigen Schacht herum angeordnet ist.